# Epilipossine
Le Epilipossine sono derivati dell'acido arachidonico, analoghi alle lipossine, che si formano con il blocco di COX-2.

## Formazione
Un farmaco come l'aspirina è in grado di bloccare le ciclossigenasi COX-1 e COX-2 mediante acetilazione, bloccando così il metabolismo dell'acido arachidonico (quindi la produzione diprostaglandine, trombossani, prostacicline).
L'enzima acetilato acquisisce però una diversa capacità enzimatica producendo pro-epilipossine che entrano nella via delle lipossine per ottenere epilipossine.

## Azione
Le epilipossine hanno azione antinfiammatoria:
- Diminuiscono la capacità d'adesione (cala CD11/CD18);
- Diminuiscono la chemotassi;
- Bloccano la degranulazione dei neutrofili;
- Aumentano l'efferocitosi.